# Vera Films
Vera Films est la société de production cinématographique fondée par Henri-Georges Clouzot.
Elle doit son nom au prénom de sa femme, Véra Clouzot, actrice d'origine brésilienne.

## Filmographie
- 1953 : Le Salaire de la peur
- 1955 : Les Diaboliques
- 1957 : Les Espions